# Henryk II Kłótnik
Henryk II Kłótnik (niem. Heinrich II. der Zänker) (ur. 951, zm. 28 sierpnia 995 w Gandersheimie) – książę bawarski (955-976 i 985-995) z dynastii Ludolfingów. Syn i następca Henryka I.

## Życiorys
W latach 974-977 występował jako przywódca opozycji przeciwko swojemu stryjecznemu bratu Ottonowi II. Po jego śmierci (983) starał się o koronę, jednak ostatecznie musiał zrezygnować z roszczeń na rzecz syna zmarłego - Ottona III. Ojciec Henryka II Świętego.
Był jedynym synem Henryka I, księcia bawarskiego, i jego żony Judyty, księżniczki bawarskiej, córki Arnulfa; wnukiem Henryka I Ptasznika.
11 listopada 973 roku zmarł Burchard III, książę Szwabii, szwagier Henryka Kłótnika. Otto II przekazał pozostawione przez niego księstwo swojemu bratankowi - również noszącemu imię Otto. Wywołało to niezadowolenie możnowładców szwabskich i bawarskich, a na czele spisku stanął właśnie Henryk Kłótnik. Pod 974 rokiem Roczniki altajskie przekazały informację o spotkaniu Henryka z Abrahamem, biskupem Fryzyngi, oraz słowiańskimi książętami: Bolesławem II czeskim i Mieszkiem I polskim. Sądzi się, że spotkanie to było związane z powstawaniem frontu przeciwko Ottonowi II.
Cesarz został poinformowany przez komesa Bertolda o knowaniach swojego brata stryjecznego. Książę bawarski stawił się przed Ottonem II i zdał się na jego łaskę; został uwięziony w Ingelheim am Rhein. Represje dotknęły też sprzymierzeńców Henryka II Kłótnika: Abraham został zesłany do klasztoru w Korbei, zaś w 975 cesarz Otto II zaatakował, zresztą bez większych sukcesów, Czechy.
W styczniu 976 roku Henryk II opuścił Ingelheim; nie jest jasne, czy został zwolniony, czy udało mu się uciec z więzienia. Powrócił do Bawarii, gdzie zebrał stronników i stanął na czele buntu przeciwko Ottonowi II. Wśród zwolenników Henryka znajdowali się w tym czasie m.in. Gunter z Merseburga z synem Ekkehardem, graf Dedi z rodu Wettynów, Ekbert Jednooki i Henryk, biskup Augsburga. Biskupi, znajdujący się w otoczeniu Ottona II, obłożyli klątwą bawarskiego księcia i jego stronników. W lipcu Otto II po raz drugi wkroczył do Bawarii i opanował Ratyzbonę; Henryk musiał się salwować ucieczką do Czech.
Zorganizowana na przełomie lipca i sierpnia 976 roku wyprawa Ottona II na Czechy zakończyła się niepowodzeniem. Jednak pozbawił Henryka księstwa bawarskiego i przekazał je swojemu bratankowi - Ottonowi szwabskiemu. Wtedy też odłączono od Bawarii większość marchii przygranicznych (oprócz Nordgau rządzonej przez Bertolda ze Schweinfurtu) - po złączeniu ich z marchią Karyntii utworzono księstwo Karyntii, które przypadło Henrykowi "Młodszemu", synowi Bertolda, księcia bawarskiego. Przypuszcza się, że wtedy też - bawarska Marchia Wschodnia - rządzona przez Burcharda, wuja Henryka, została przekazana Leopoldowi (Liutpoldowi), krewnemu Bertolda ze Schweinfurtu.
W 977 roku Henryk, w porozumieniu z Henrykiem "Młodszym", księciem Karyntii, i Henrykiem, biskupem Augsburga, wzniecił kolejny bunt w Bawarii - nazywa się go "buntem trzech Henryków". We wrześniu 977 roku zajął Passawę, wypędzając tamtejszego biskupa Pilgrima. Już w październiku tego roku Otto II rozpoczął oblężenie Passawy; Henryk musiał skapitulować. Uwięziony, został osadzony w Magdeburgu.
Wielkanocą 978 roku odbył się sąd nad Henrykiem i jego stronnikami. Były książę bawarski został skazany na wygnanie i osadzony w Utrechcie pod nadzorem tamtejszego biskupa Folkmara. Henryk Młodszy utracił księstwo Karyntii. Henryk, biskup Augsburga, został skazany na zesłanie do klasztoru w Werden; później jednak uzyskał łaskę cesarską.
7 grudnia 983 roku zmarł Otto II. Na wieść o jego śmierci, biskup Folkmar uwolnił Henryka II Kłótnika. Ten, będąc najbliższym krewnym po mieczu syna zmarłego cesarza - trzyletniego Ottona III - zażądał od arcybiskupa kolońskiego Warina wydania małego bratanka stryjecznego. Następnie Henryk wezwał swoich stronników na zjazd do Kwedlinburga, który odbył się na Wielkanoc 984 roku. Tam został przez swoich stronników ogłoszony królem. We wspomnianym zjeździe wzięli udział trzej słowiańscy książęta: Bolesław II czeski, Mieszko I polski i książę obodrzycki Mściwoj. Roszczenia Henryka spośród niemieckich dostojników popierali m.in. Gizyler, arcybiskup Magdeburga, komes Wilhelm z Weimaru i Rygdag (Rykdag), margrabia Miśni.
Część uczestników zjazdu w Kwedlinburgu zdecydowała się opuścić miasto i udać się do Aselburga koło Brunszwiku, gdzie zbierali się stronnicy Ottona III. Henryk zdecydował się tam wysłać Folkmara, biskupa Utrechtu, z zadaniem przeciągnięcia na swoją stronę lub przynajmniej skłócenia przeciwników.
Sytuacja Henryka zaczęła się pogarszać. Nie tylko nie zdobył powszechnej akceptacji jako król, lecz nie mógł nawet odzyskać Bawarii, gdzie rządził Henryk III Młodszy. Udał się do Frankonii; tam spotkał się z silnym oporem stronników Ottona III. Obawiając się wybuchu otwartej wojny, 29 czerwca 984 roku wydał małego Ottona jego matce Teofano.
W 985 otrzymał jako zadośćuczynienie księstwo Bawarii, którym zarządzał już do śmierci, broniąc jej przed najazdami węgierskimi.
W latach 985-995 rozpoczął emisję półdenarów, zrywając z wzorem denarów ratyzbońskich.
W 992 roku wziął udział w wyprawie Ottona III przeciwko Wieletom, dowodząc siłami bawarskimi.

## Małżeństwo i potomstwo
Był żonaty z Gizelą Burgundzką, córką Konrada I Spokojnego, króla Burgundii. Z tego małżeństwa pochodzili:
- Henryk II Święty, ur. 6 maja 973, zm. 13 lipca 1024, król Niemiec i cesarz
- Bruno, zm. 1029, biskup Augsburga,
- Gizela, od 997 żona Stefana I Świętego, króla Węgier,
- Brygida, zakonnica.

Ze związku pozamałżeńskiego pochodził:
- Arnold, zm. 1018, arcybiskup Rawenny.